# 31551 Ashleyking
31551 Ashleyking este o planetă minoră (asteroid) din centura de asteroizi. A fost descoperită pe 18 februarie 1999 la Stația Anderson Mesa de Lowell Observatory Near-Earth-Object Search. 
Obiectul prezintă o orbită caracterizată de o semiaxă mare de 2,3116078 UAi, o excentricitate de 0,15, o înclinație de 8,02772 ° în raport cu ecliptica.